# Соколівська сільська громада (Черкаська область)
Соколі́вська сільська громада — колишня об'єднана територіальна громада в Україні, в Жашківському районі Черкаської області. Адміністративний центр — село Соколівка.
Площа громади — 113,72 км², населення — 2719 мешканців (2018).
Утворена 17 серпня 2017 року шляхом об'єднання Конельської, Конельсько-Хутірської, Острожанської та Соколівської сільських рад Жашківського району. Згідно з розпорядженням Кабінету Міністрів України від 12.06.2020 № 728-р до складу громади були включені Бузівська сільська громада (утворена 2017 року зі складу Бузівської та Зеленорізької сільських рад), Безпечнівська та Конельсько-Попівська сільські ради Жашківського району. 12 серпня 2020 року розпорядженням Кабміну № 996 Соколівську громаду Черкаської області включено до Жашківської міської громади.

## Склад
До складу громади входять:
| Населений пункт          | Населення, осіб (1989) | Населення, осіб (2001) |
| ------------------------ | ---------------------- | ---------------------- |
| Безпечна, село           | 500                    | 436                    |
| Бузівка, село            | 2278                   | 2084                   |
| Зелений Ріг, село        | 733                    | 614                    |
| Конела, село             | 762                    | 651                    |
| Конельська Попівка, село | 910                    | 755                    |
| Конельські Хутори, село  | 554                    | 575                    |
| Медувата, село           | 205                    | 174                    |
| Острожани, село          | 1057                   | 895                    |
| Соколівка, село          | 1420                   | 1290                   |